# Übergangskriegslokomotive

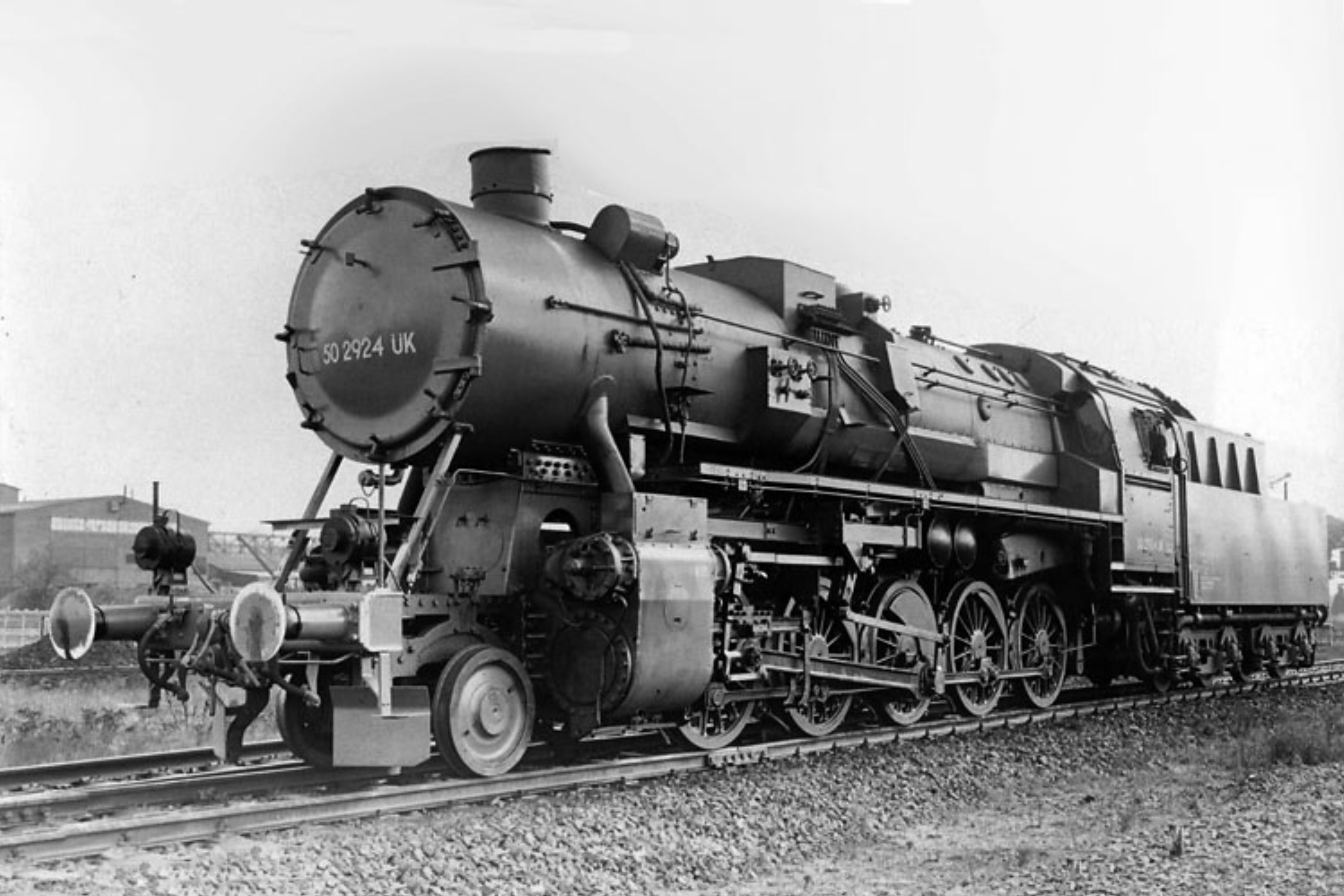
Lokomotive der Baureihe 50 in Übergangskriegslok-Ausführung

Die Übergangskriegslokomotiven waren vereinfacht aufgebaute Varianten bestehender Lokomotiv-Baureihen für den Einsatz im Dienste der Wehrmacht im Zweiten Weltkrieg. Weiter vereinfachte später eingeführte Typen wurden als echte Kriegslokomotiven bezeichnet.

## Übergangskriegslokomotiven
Im Zweiten Weltkrieg stieg der Bedarf an Triebfahrzeugen, insbesondere Güterzug-Lokomotiven, enorm an. Um die Produktion der Einheits-Baureihen 44, 50 und 86 zu beschleunigen, wurden diese Baureihen ab 1941 in vereinfachter Form ausgeliefert und als Übergangskriegslokomotiven (ÜK) bezeichnet. 
Charakteristisch für ÜK-Lokomotiven sind z. B. Scheibenräder auf den Laufachsen und fehlende vordere Seitenfenster in den Führerhäusern. Auch auf Vorwärmer, Speisepumpe, Frontschürzen, Windleitbleche und andere zum Betrieb der Lokomotiven nicht unbedingt benötigte Bauteile wurde teilweise verzichtet. 

## Kriegslokomotiven
Die ÜK-Baureihen erwiesen sich jedoch nur als ein Zwischenschritt. Denn schon 1941 wurde die Forderung nach einer weiteren und noch erheblich radikaleren konstruktiven Vereinfachung der Fahrzeuge immer dringlicher. Als echte Kriegslokomotive (Kriegs-Dampflokomotive KDL bzw. Kriegs-Elektrolokomotive KEL) wurden die Dampflokomotiv-Baureihen 42 und 52 bzw. Elektrolokomotiv-Baureihen E 44 und E 94 durch die Deutsche Reichsbahn bezeichnet. Während die Dampflokomotiven tatsächlich während des Krieges für diesen speziellen Zweck entwickelt wurden, wurde die Baureihe E 44 bereits seit 1932 in Serie gebaut. Der Bau der E 94 begann zwar erst während des Krieges im Jahr 1940, die Entwicklung stammte aber ebenfalls aus der Vorkriegszeit.